# Cầu Tình Yêu
Cầu Tình Yêu (còn được gọi là cầu Cửa Lục 1) là một cây cầu bắc qua vịnh Cửa Lục tại thành phố Hạ Long, tỉnh Quảng Ninh, Việt Nam.
Cầu Cửa Lục 1 và đường dẫn có tổng chiều dài 4.265 m, điểm đầu giao với tuyến đường nối Khu công nghiệp Cái Lân – Việt Hưng đến đường cao tốc Hạ Long – Vân Đồn tại phường Giếng Đáy; điểm cuối đấu nối với Quốc lộ 279 tại Km 24+750, xã Lê Lợi.
Cầu có chiều dài 892 m, trong đó cầu chính được thiết kế dạng vòm ống thép nhồi bê tông, dài 290 m, rộng 33,1 m với 6 làn xe cơ giới; phần cầu dẫn dài 565 m. Tĩnh không thông thuyền của cầu rộng 40 m, cao 7 m. Cầu có vận tốc thiết kế 60 km/h.
Công trình có tổng mức đầu tư 2.109 tỷ đồng từ nguồn vốn ngân sách tỉnh, được khởi công xây dựng vào ngày 28 tháng 4 năm 2020 và khánh thành vào ngày 26 tháng 1 năm 2022.